# Cratere Recht
Recht è un cratere lunare di 19,96 km situato nella parte nord-occidentale della faccia nascosta della Luna.